# Ігорвари
Ігорва́ри (рос. Игорвары, чув. Йĕкĕрвар) — село у складі Цівільського району Чувашії, Росія. Адміністративний центр Ігорварського сільського поселення.
Населення — 385 осіб (2010; 417 у 2002).
Національний склад:
- чуваші — 100 %